# سو (أو دو سين)
سو (بالفرنسية: Sceaux؛ نطق: ‎so‏) هي بلدية تقع جنوب مدينة باريس، فرنسا.